# Cheiropleuria
Cheiropleuria is een geslacht van vijf soorten varens uit de familie Dipteridaceae.
Het zijn varens van tropische streken in Zuidoost-Azië, die te vinden zijn op beschaduwde plaatsen op de grond of op rotsen.

## Naamgeving en etymologie
De botanische naam Cheiropleuria is een samenstelling van Oudgrieks χείρ, cheir (hand) en πλευρά, pleura (zijde, rib).

## Kenmerken
Cheiropleuria-soorten zijn terrestrische of lithofytische varens met een kruipende, behaarde rizoom en verscheidene slanke, afgeplatte en gevleugelde bladstelen. De bladen zijn dimorf, de steriele bladen (trofoforen) breed, ongedeeld handlobbig met twee of zelden vier lobben, of ongelobd. De nerven vertakken zich herhaaldelijk dichotoom en vormen een opvallend netwerk.
De fertiele bladen of sporoforen zijn eveneens ongedeeld, maar lancetvormig, met drie hoofdnerven, aan de onderzijde dicht bedekt met sporendoosjes.

## Soortenlijst
Het geslacht telt naargelang de auteur één (C. bicuspis) tot vijf soorten:
- Cheiropleuria bicuspis (Bl.) C.Presl (1849-51)
- Cheiropleuria integrifolia (D.C.Eaton ex Hook.) M.Kato, Y.Yatabe, Sahashi & N.Murak
- Cheiropleuria parva M.Kato, Y.Yatabe, Sahashi & N.Murak
- Cheiropleuria tricuspis J.Sm.
- Cheiropleuria vespertilio C.Presl

Geslacht: Cheiropleuria

Soorten: C. bicuspis · C. integrifolia · C. parva · C. tricuspe · C. vespertilio

Geslacht: Dictyophyllum †

Soorten: D. acutilobum · D. bremerense · D. davidii · D. irregularis · D. nilssonii · D. rugosum · D. shirleyi

Geslacht: Dipteris

Soorten: D. chinensis · D. conjugata · D. lobbiana · D. nieuwenhuisii · D. novoguineensis · D. papilioniformis · D. quinquefurcata · D. wallichii 

Geslacht: Hausmannia †

Soorten: H. bipartita · H. buchii · H. crenata · H. deferrariisii · H. dentata · H. dichotoma · H. fisheri · H. forchhammeri · H. indica · H. kohlmannii · H. montanensis · H. morinii · H. papilio · H. rigida · H. sinensis · H. ussuriensis